# بيير-بنجامين دومولين
بيير-بنجامين دومولين هو محامي وقاضي وسياسي كندي، ولد في 1779 في تروا ريفيير في كندا، وتوفي بنفس المكان في 24 سبتمبر 1856. انتخب Member of the Legislative Assembly of the Province of Canada ‏ عن دائرة Yamaska (Province of Canada electoral district) ‏ (ديسمبر 1851 – 1854) وانتخب Member of the  Legislative Assembly of Lower Canada ‏ عن دائرة Trois-Rivières (Lower Canada electoral district) ‏ (1827 – 31 أكتوبر 1832) وانتخب mayor of Trois-Rivières ‏ (1845 – 1853).